# Herrgårdsost

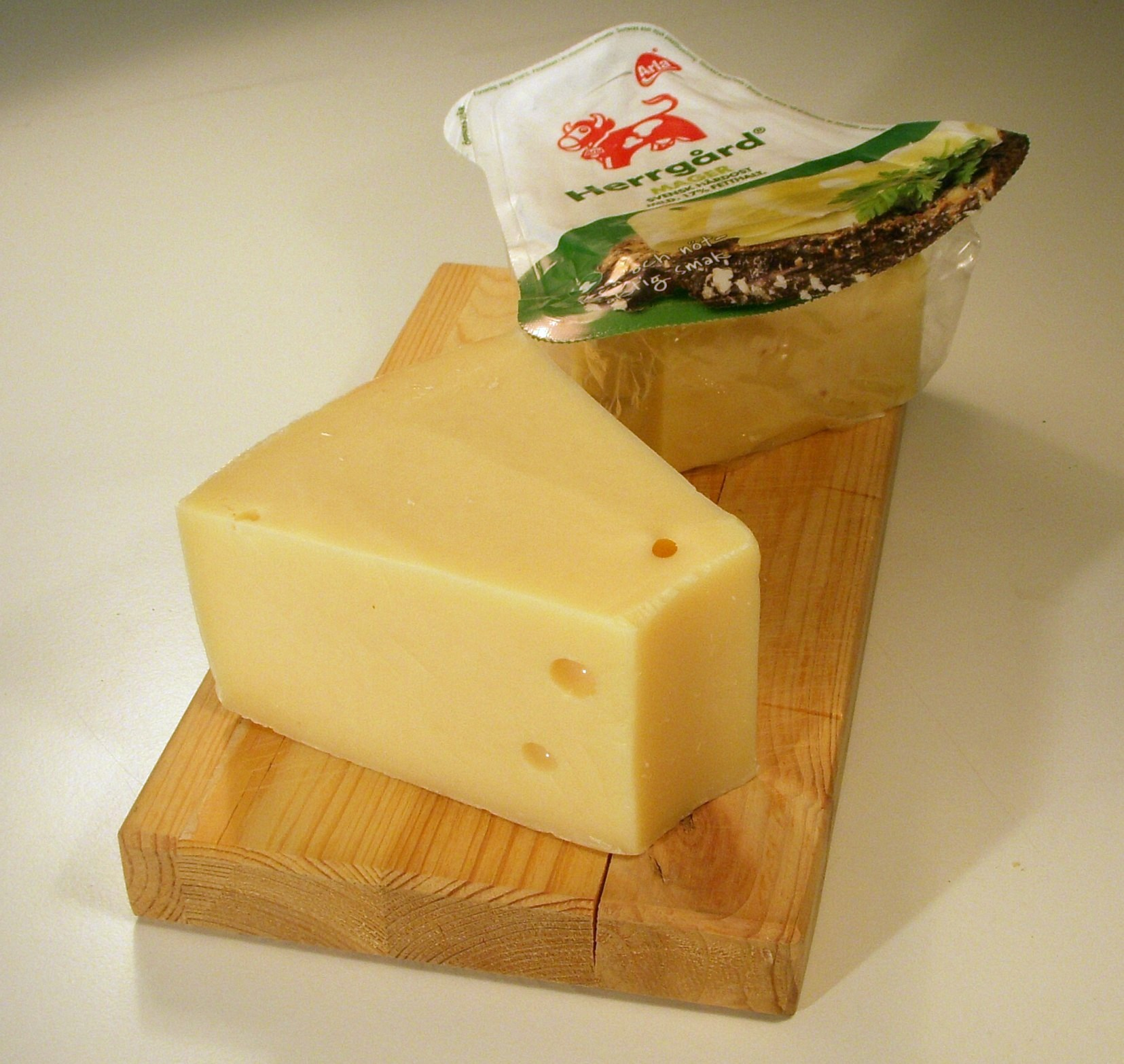
Herrgårdsost

Herrgårdsost ist ein schwedischer Schnittkäse und lässt sich mit „Herrenhauskäse“ übersetzen. Es ist zu vermuten, dass er traditionell auf größeren Höfen in Mittel- und Südschweden hergestellt wurde.
Herrgårdsost hat die Größe und Form eines Wagenrades. Er wiegt zwischen 12 und 20 Kilogramm. Der Käse hat eine feste Konsistenz, ist von blassgelber Farbe und hat erbsengroße Löcher. Seine Naturrinde ist gelb und dünn.
Der Herrgårdsost wird aus pasteurisierter Kuhmilch gewonnen. Die Milch wird mit Lab dickgelegt, der Bruch geschnitten, unter Rühren erwärmt und in seine Form gepresst. Anschließend reift er für mindestens drei Monate. Seine Reifezeit kann verlängert werden, dann wird die Konsistenz des Teiges fester und der Käse würziger.
Dem Herrgårdsost sehr ähnlich ist der ebenfalls aus Schweden stammende Käse Grevé (Aussprache: Grewe). Er unterscheidet sich nur wenig. Er hat ebenfalls die Form eines Wagenrades, ist jedoch ein wenig kleiner. Er ist erst nach zehn Monaten ausgereift und besitzt ein mildes Aroma.
Der Herrgårdsost hat einen milden, leicht nussigen Geschmack und besitzt in der Regel ein Fettgehalt von 28 % Fett i. Tr. Er gehört in Schweden traditionell aufs Brot für das Lunchpaket. Herrgårdsost mit einem höheren Fettgehalt eignet sich auch sehr gut zum Überbacken von Aufläufen.